# Denbighshire
Denbighshire (Welsh: Sir Ddinbych) is een unitaire autoriteit in het noordoosten van Wales. Het is gelegen in het ceremoniële behouden graafschap Clwyd en heeft 95.000 inwoners.

## Plaatsen
- Denbigh
- Gwyddelwern
- Llandyrnog
- Prestatyn
- Rhyl
- Ruthin (hoofdstad)

## Historisch graafschap

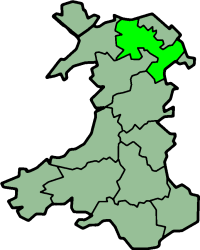
Gebied van het historische Denbeigshire

Denbighshire is ook de naam van een in deze hoek van Wales gelegen historisch graafschap, waarvan de grenzen echter op geen enkele wijze overeenkomen met die van het huidige Denbighshire. Het historische Denbighshire van voor 1974 was ook een stuk groter van omvang en bezat gebieden die vanaf 1996 toebehoren aan de bestuurlijke gebieden Conwy, Flintshire, Wrexham en Powys.
Graafschappen: Anglesey · Carmarthenshire · Ceredigion · Denbighshire · Flintshire · Gwynedd · Monmouthshire · Pembrokeshire · Powys
County boroughs: Blaenau Gwent · Bridgend · Caerphilly · Conwy · Merthyr Tydfil · Neath Port Talbot · Rhondda Cynon Taf · Torfaen · Vale of Glamorgan · Wrexham
Steden: Cardiff · Newport · Swansea
Zie ook: behouden graafschappen (preserved counties) en de historische graafschappen